# Rågens rike (1929)
Rågens rike är en svensk dramafilm från 1929, i regi av Ivar Johansson.

## Handling
Karin förbereder sig för lördagsdansen, hon älskar drängen Markus på Storgården. Detta gillar inte hennes mor som tycker att storbonden själv är ett bättre val. På vägen till dansbanan utsätts hon för ett våldtäktsförsök, men räddas av Markus. När hon till slut tvingas att gifta sig med storbonden börjar det hända märkliga saker i trakten.

## Om filmen
Som förlaga hade man Jarl Hemmers dikt Rågens rike, som utgavs 1922. Inspelningen av filmen inleddes sent på våren 1929. För att kunna filma vinterscenerna i tövädret fick man frakta snö till inspelningsplatserna och sprida ut den på marken just i anslutning till tagningarna. 
Filmen spelades in i Filmstaden Råsunda med exteriörer från Ösmo, Stora Skedvi i Dalarna av Carl Halling. Filmen premiärvisades 26 december 1929. Ivar Johansson gjorde en nyinspelning av filmen, 1950. I nyinspelningen medverkar 1929 års dräng Eric Laurent som storbonde.

## Rollista i urval
- Mathias Taube - Mattias Spangar, storbonde
- Eric Laurent - Markus, hans dräng
- Märtha Lindlöf - änka på Gammelgården
- Margit Manstad - Klara, änkans dotter
- Artur Cederborgh - Profet i Vägasked
- Gustav Runsten - hans dräng
- Axel Slangus - Kniv-Pekka
- Gösta Ericsson - Ante, hans förtrogne
- Solveig Hedengran - Stina, lillpiga på Spangarn
- Lizzie Nyström - gammelpiga på Spangarn
- Sven Bergvall - Gusten, äldste sonen på Gammelgården
- Wictor Hagman - Jan, mellansonen
- Rune Engelbrektson - Lill-Matt, yngste sonen
- Gustaf Gjerdrum - präst
- Jerry Christenson - dräng